# Mračný potok
Mračný potok je malý vodní tok a levobřežní přítok řeky Bíliny, který se nachází v okrese Most v Ústeckém kraji.

## Poloha
Mračný potok je situován asi 3 km severně od města Mostu. Nachází se v těsné blízkosti chemických závodů (Chemopetrol), směrem na jihovýchod od průmyslového komplexu.

## Charakteristika a stav
Potok odvodňuje oblast jihovýchodně od Chemopetrolu, kde se nachází staré ekologické zátěže jako kalové laguny, skládky popílku a podobně, jež se momentálně likvidují. Z tohoto výčtu jasně vyplývá, že Mračný potok je „těžce“ zkoušený a bedlivě monitorovaný vodní tok. Již v minulosti byl také (např. při likvidaci starých ekologických zátěží – bývalé plaviště popílku) mnohokrát revitalizován a přeložen. Před těmito zásahy byla dokonce část toku svedena do betonového koryta nebo zatrubněna. 

I v současnosti je z bezpečnostních důvodů, a především vzhledem ke geologické nestabilitě, část toku zatrubněna. Jedná se přibližně o 1600 metrů. V úseku, kde je tok zatrubněn, je plánováno jiné využití prostoru a následné navrácení toku do koryta. Všeobecně se daří realizovat záměr postupné likvidace zatrubněných částí a jejich nahrazování novými otevřenými části koryta,které umožní přirozený vývoj a posílení samočisticích schopností vody.

## Odvodnění
Tok odvodňuje oblast paty Růžodolské výsypky, severozápadní svahy Jezera Most a skládkový komplex firmy Celio a. s.
Mračný potok ústí do řeky Bíliny poblíž železničního nádraží Most-Kopisty.

## Pramen
Polohu původního pramene Mračného potoka lze dnes těžko určit, neboť koryto toku bylo v minulosti mnohokrát změněno a ovlivněno těžební a průmyslovou činností v této oblasti, která zde probíhala převážně v 2. polovině 20. století. Také z historických zdrojů a map se dá těžko určit, kudy vlastně potok původně vedl. Dnes lze říci, že se jedná o soutok mnoha drobných vodotečí.

## Budoucnost
Společnosti, které využívají okolní krajinu, plánují revitalizaci toku a jeho navrácení zpět přírodě k plnění jeho přirozených funkcí. Součástí revitalizace má být i rekultivace okolí poznamenaného těžbou a ukládáním odpadů z provozu chemičky. V současnosti se plánuje dokončení revitalizačních procesů. Vytvoření prahů, usazovacích nádrží, podpoření samočisticí schopnosti toku, zajištění průtočnosti a protipovodňová opatření. Realizace a termín dokončení revitalizací jsou závislé na dokončení rekultivací na Růžodolské výsypce a na termínu likvidace starých ekologických zátěží na sever od chemických závodů.